# Commissione per i confini afghani
La Commissione per i confini afghani (in inglese Afghan Boundary Commission, Joint Anglo-Russian Boundary Commission) fu istituita dal Regno Unito e dall'Impero russo per determinare il confine settentrionale dell'Afghanistan. La commissione visitò e raccolse documentò la zona di confine negli anni 1884, 1885 e 1886.
La commissione era accompagnata da Kazi Saad-ud-Din in qualità di rappresentante di Abdur Rahman Khan, emiro dell'Afghanistan, ma gli afghani non ebbero alcuna vera voce in capitolo. Le tensioni tra Regno Unito, Russia e Afghanistan crebbero nel 1885, soprattutto in seguito all'incidente di Panjdeh, a causa del quale diverse centinaia di afghani furono uccisi dai russi e al quale furono presenti alcuni membri della commissione. Tra il marzo e il settembre del 1885 si rischiò la guerra tra Russia e Regno Unito, che, come previsto dal trattato di Gandamak, controllava gli affari esteri dell'Afghanistan. La guerra fu però scongiurata.
Tra il 1885 e il 1888 la commissione stabilì che i russi avrebbero ceduto i territori più remoti conquistati durante le loro avanzate militari, ma che avrebbero mantenuto Panjdeh. L'accordo finale delineò la frontiera afghana settentrionale, che per un tratto era rappresentata dal corso del fiume Amu Darya.
In alcune lettere di Charles Edward Yate vengono descritti "il soggiorno della commissione britannica nei dintorni di Herat durante l'estate del 1885; la successiva riunione delle commissioni congiunte britannica e russa nel novembre dello stesso anno, e i progressi della demarcazione della frontiera fino alla loro separazione nel settembre 1886; il ritorno in India della commissione britannica attraverso Kabul nell'ottobre 1886; i negoziati a San Pietroburgo durante l'estate del 1887; la sistemazione definitiva e la demarcazione della frontiera durante l'inverno del 1887, e il ritorno attraverso il territorio russo transcaspico nel febbraio 1888".

## Membri britannici della Commissione
- Peter Stark Lumsden
- Joseph West Ridgeway
- Alexander Condie Stephen
- Edward Law Durand
- Charles Yate
- William Merk
- Thomas Holdich
- St George Corbet Gore
- Pelham James Maitland
- Milo Talbot
- William Hope Meiklejohn
- James Aitchison
- Carl Ludolf Griesbach
- William Simpson
- Havelock Charles